# Katepalli R. Sreenivasan
Katepalli Raju Sreenivasan (30 settembre 1947) è un fisico e ingegnere indiano naturalizzato statunitense, noto per i suoi studi sulla turbolenza nei fluidi.

## Biografia
Sreenivasan ha compiuto i suoi studi universitari in India, conseguendo il bachelor in ingegneria meccanica nel 1968 presso l'università di Bangalore, spostandosi poi all'Indian Institute of Science (sempre a Bangalore) dove ha conseguito il master nel 1970 e il PhD nel 1975 in ingegneria aerospaziale.
Nel 1979 si è trasferito negli Stati Uniti presso l'Università di Yale, prima come assistente, e poi come professore, fino al 2001. Dopo circa un anno presso l'Università del Maryland, College Park, dal 2003 al 2009 è stato direttore del Centro internazionale di fisica teorica Abdus Salam di Trieste, in Italia. In seguito è tornato negli USA presso la New York University, dove è professore emerito dal 2018.

## Ricerca
La ricerca di Sreenivasan è incentrata su vari aspetti della turbolenza nei fluidi: i modelli multifrattali per descrivere l'intermittenza nella turbolenza completamente sviluppata, la convezione turbolenta, il trasporto di scalari passivi, ma anche la turbolenza quantistica dell'elio superfluido e i moti convettivi nel Sole.

## Premi e riconoscimenti
- Otto Laporte Award dell'APS nel 1995[9]
- Premio Panetti Ferrari dell'Accademia delle Scienze di Torino nel 2006[10]
- Fluid Dynamics Prize dell'APS nel 2020[1]
- Leo P. Kadanoff Prize dell'APS nel 2022[11]

K. R. Sreenivasan è inoltre membro di numerose società scientifiche e accademie, fra cui la National Academy of Engineering, l'American Association for the Advancement of Science e l'Accademia Nazionale dei Lincei.